# Phường 2, Sa Đéc
Phường 2 là một phường thuộc thành phố Sa Đéc, tỉnh Đồng Tháp, Việt Nam. Trên địa bàn phường có làng nghề làm bột gạo truyền thống trăm năm tuổi đã được công nhận là di sản văn hóa phi vật thể quốc gia vào năm 2024.

## Địa lý
Phường 2 nằm ở trung tâm thành phố Sa Đéc, có vị trí địa lý:
- Phía đông giáp huyện Châu Thành và Phường 4
- Phía tây giáp xã Tân Phú Đông
- Phía nam giáp xã Tân Phú Đông và huyện Châu Thành
- Phía bắc giáp Phường 1.

Phường có diện tích 1,82 km², dân số năm 1999 là 16.730 người, mật độ dân số đạt 9.192 người/km².

## Hành chính
Phường 2 hiện được chia thành 4 khóm: 1, 2, Hòa Khánh và Hòa An.

## Lịch sử
Địa bàn Phường 2 trước đây thuộc xã Tân Phú Đông, thị xã Sa Đéc.
Ngày 10 tháng 9 năm 1981, Hội đồng Bộ trưởng ban hành Quyết định 62-HĐBT về việc thành lập Phường 2 trên cơ sở tách các ấp Hòa Khánh, Phú Mỹ và một phần ấp Phú Thuận thuộc xã Tân Phú Đông.
Sau khi thành lập, Phường 2 ban đầu có 3 khóm: 1, 2, 3.
Ngày 14 tháng 10 năm 2013, Chính phủ ban hành Nghị quyết số 113/NQ-CP về việc thành lập thành phố Sa Đéc thuộc tỉnh Đồng Tháp. Phường 2 trực thuộc thành phố Sa Đéc.